# Vincenzo Tommasini
 (août 2025).
Si vous disposez d'ouvrages ou d'articles de référence ou si vous connaissez des sites web de qualité traitant du thème abordé ici, merci de compléter l'article en donnant les références utiles à sa vérifiabilité et en les liant à la section « Notes et références ».
Vincenzo Tommasini (né le 17 septembre 1878 à Rome et mort le 23 décembre 1950  dans la même ville) est un compositeur italien.

## Biographie
Né à Rome, Vincenzo Tommasini étudie la philologie et le grec à l'Université de Rome « La Sapienza », en même temps qu'il poursuit également d'intensives études de musique à l'Académie nationale Sainte-Cécile (le violon avec Ettore Pinelli et la composition avec Stanislao Falchi). En 1902 il voyagea à travers l'Europe. Durant cette période, il étudia avec Max Bruch à Berlin. Sa première œuvre achevée est un opéra en un acte, Uguale fortuna, qui gagna une compétition nationale. Son plus gros succès international est l'arrangement en 1916 de sonates pour clavier de Domenico Scarlatti pour Serge Diaghilev pour un ballet nommé Le donne de buon umore (en anglais: The Good-Humoured Ladies, en français : Les femmes de bonne humeur). Lui et Arturo Toscanini terminèrent l'opéra incomplet Nerone d'Arrigo Boito.
Tommasini a été une figure importante de la renaissance de la musique orchestrale en Italie au XXe siècle. Son catalogue comporte notamment : Paesaggi toscani (Paysages toscans) pour orchestre et un ensemble de variations pour orchestre sur le Carnaval de Venise.

## Œuvres
- Uguale fortuna, opéra en un acte, (1913), Rome
- Medea, opera seria en 3 actes, livret de Tommasini, créé le 8 avril 1906 à Trieste
- Le donne de buon umore, ballet (1916)
- La vita è sogno, ouverture, (1901)
- Poema erotico per orchestra, (1909)
- Paesaggi toscani, rapsodie, (1922)
- Concerto per violino, (1932)
- Il Beato Regno su temi gregoriani (1921),
- Preludio Fanfara e Fuga (1927),
- Il Carnevale di Venezia (variazioni alla Paganini) (1928)
- Sonata per violino e pianoforte (1916),
- Quartetto in fa per archi, (1910)
- Il Quartetto per archi (1926),
- Trio per violino viola e violoncello (1929)

## Filmographie partielle
- 1942 : Un coup de pistolet